# Перрино, Бриттани
Бриттани Перрино (англ. Brittany Perrineau), в девичестве — Ро́бинсон (англ. Robinson; род. 27 сентября 1975, США) — американская актриса

, фотомодель и кинопродюсер.

## Ранние годы
Бриттани Перрино, в девичество Робинсон, родилась 27 сентября 1975 года в США.

## Карьера
В 1990-е годы Перрино работала моделью для «Tommy Hilfiger» и «Liz Claiborne Inc.». В 2004 году она дебютировала в кино с ролью Дары в фильме «Спасая лицо». С 2004 по 2005 под появилась в трёх эпизодах телесериала «Остаться в живых» с ролью Мэри Джо, ведущей лото. В 2008 году сыграла в двух фильмах: «Преступник» и «Здесь — ваше имя».

## Личная жизнь
С 27 августа 2002 года Перрино замужем за актёром Гарольдом Перрино, с которым состоит в отношениях с 1993 года. У супругов есть три дочери: Аврора Робинсон Перрино (род. 23 сентября 1994), Уинтер Ария Перрино (род. 7 мая 2008) и Холидей Грейс Перрино (род. 21 марта 2013).

## Фильмография
| Год       |   | Русское название | Оригинальное название | Роль                   |
| --------- | - | ---------------- | --------------------- | ---------------------- |
| 2004      | ф | Спасая лицо      | Saving Face           | Дара                   |
| 2004—2005 | с | Остаться в живых | Lost                  | Мэри Джо, ведущая лото |
| 2008      | ф | Преступник       | Felon                 | Стейси Джексон         |
| 2008      | ф | Здесь — ваше имя | Your Name Here        | грешница               |